# Федорук, Анатолий Тарасович
Анатолий Тарасович Федору́к  (бел. Анатоль Тарасавіч Федарук; 1 апреля 1939, Хабы, Брестская область — 11 августа 2022) — учёный в области геоботаники, интродукции растений и садово-паркового искусства. Доктор биологических наук, профессор Белорусского государственного педагогического университета имени Максима Танка.

## Биография
Родился в деревне Хабы Брестского повета, Полесского воеводства.
В 1961 году окончил Брестский государственный университет имени А. С. Пушкина по специальности «Учитель биологии, химии и географии». В 1969 году окончил аспирантуру Института экспериментальной ботаники Академии наук БССР. 
Работал заместителем директора по научной работе Центрального ботанического сада НАН Беларуси (1976—1988), заведующим лабораторией (1988—1992). С 1994 года работал в Белорусском государственном педагогическом университете заведующим кафедрой общей биологии (1994—1997). С 1997 по 2013 год — профессором кафедры общей биологии. 
В настоящее время — профессор кафедры общей биологии и ботаники факультета естествознания БГПУ по 2014. С 2014 года прекратил свою деятельность.
Автор 178 работ, в том числе трёх учебных пособий и 7 монографий.

## Научные интересы
Культурная дендрофлора, культурфитаценозы и ценопопуляций древесных интрадуцентов, старинных усадебных зодчества и садово-парковое искусство Беларуси.
Основные публикации:
1. Ботаническая география. Полевая практика. Мн., 1976;
2. Древесные растения садов и парков Белоруссии. Мн., 1980;
3. Опыт интродукции древесных лиственных растений в Белоруссии. Мн., 1985;
4. Жыццёвыя формы раслін: вуч. дап. па экалогіі. Мн., 1996;
5. Старинные парки Белоруссии: Инвентаризация, стилевые особенности, сохранение и функциональное использование. Мн., 1985;
6. Садово-парковое искусство Белоруссии. Мн., 1989;
7. Старинные усадьбы Минского края. Мн., 2000;
8. Старинные усадьбы Берестейщины. Мн., 2006;
9. Экология: учеб. пос.. Мн., 2010; 2013 (2-е изд.);
10. Старинные усадьбы Беларуси. Кореличский район. Мн., 2013;
11. Основы экологии и энергосбережения. БГПУ, 2013.

## Награды и звания
- Присуждена специальная премия Президента Республики Беларусь деятелям культуры и искусства в номинации «Архитектура и реставрация».
- Почётная грамота Государственного комитета по науке и технологиям Республики Беларусь.
- Почётная грамота Высшего аттестационного комитета Республики Беларусь[3].

## Память
- Имя А. Т. Федорука присвоено средней школе в д. Тельмы-1 Брестского района[4]. Одна из экспозиций в школьном музее посвящена А. Т. Федоруку.